# プロレス技
プロレス技（プロレスわざ）は、プロレスの試合で使用される技のことである。相手を攻撃するための技だけでなく試合を行う上での技術も含める場合もある（詳しくは「試合技術」を参照）。

## 概要
プロレス技はプロレス独自のものが主流だが使用される技の自由度は高く様々な格闘技の要素を吸収して成長したジャンルでもあるため、現在のプロレスでは多種多様な技が見られる。プロレスは格闘技ではなく観客に見せるエンターテイメントであり、相手に怪我をさせてはいけないため、技は見栄えが重視される。プロレス技の説得力とは実際に相手に損傷を与えたり、体力を奪うから生まれるのではなく、リング上の試合を見る観客がどれだけ感情移入して試合を見るかに掛かっている。したがってプロレス技の全てが実際の格闘術として有効であるわけではない。
近代プロレスの起源はサーカス、お祭りなどでのカーニバルレスリングにある。カーニバルでは素人からの挑戦を受けたり、プロ同士での試合でも予め決められた試合進行を裏切って仕掛けてくる相手に対応するため、初期のプロレスラー、特にチャンピオンにはシュート技術が求められた。イギリス発祥のキャッチ・アズ・キャッチ・キャンは相手を屈服させるためのサブミッションの技術が特徴であり、プロレスラーはシュート技術としてキャッチの技術を習得している。その他にグレコローマンレスリング、日本の相撲、柔道、空手、タイのムエタイ、ロシアのサンボ、日本を起源としてブラジルに渡って普及した柔術などの格闘技からも打撃技、関節技、絞め技、投げ技（スープレックス）が取り入れられて現在に至っている。また、それらの技を源泉としたり、着想を得たプロレスのオリジナル技も数多く存在する。攻撃として意味のない見せ掛けだけの技、対戦相手の協力があって初めて成立する技、危険であるため手加減して繰り出される技も非常に多い。
プロレス技は主に以下の8つの基本カテゴリーに分類できる。
1. 打撃技
2. 関節技
3. 絞め技
4. 投げ技
5. 浴びせ技
6. フォール技
7. 飛び技
8. 以上に当て嵌まらない特殊な技（毒霧や火炎噴射、空気投や超能力といった相手に触れずに攻撃を仕掛けるムーブ、リック・フレアーのターンバックル・フリップ、フェイス・ファーストバンプのような純粋な受身ムーブなどがある)

当初は、それぞれの技を個別に仕掛け最後にフォール、ギブアップ（タップアウト）を狙う攻防が主だったが近代プロレスは投げ技と固め技、投げ技と関節技、飛び技と打撃技、飛び技と固め技など、それぞれの特徴を融合したプロレス技が多数存在している。また、これらに加えて、
1. 串刺し式 - コーナーにもたれている相手に仕掛ける。
2. 雪崩式 - コーナーに相手を上らせてから見舞う。
3. 断崖式 - エプロンから場外に向かって技を掛ける。
4. ツープラトン式 - タッグマッチでパートナーと協力し技を仕掛ける。

など自分や相手の状況により仕掛ける技も次々に開発されている。
関節技、絞め技でギブアップを狙う技のことをサブミッション・ホールド（極め技）と総称される。決め技（必殺技）のことをフィニッシュ・ホールド（固め技）という。技の名前が違うが他の選手が使う技と形が同じということがある。かつて他人の持ち技を他の選手が使用してはいけないという暗黙の了解が存在していて、使う場合は「掟破りの技」というように呼ばれていた。そのため、持ち方を変えたり技に入る前に独自に動作を入れたり、技の名前を叫ぶといったことをすることで別の技ということを主張して堂々と使用している。最近は暗黙の了解と言うものが自然と消滅して堂々と使用する選手が増えているが（もともと使ってはいけないという決まりではなく罰則も存在しない）、持ち方を工夫する技の前に動作を入れるということで選手たちは自己アピールを行っている。
今日まで現存するプロレス技は技量の高い掛け手の場合、投げ技の場合は落とす角度、関節技の場合は極める角度、打撃技や飛び技の場合は相手に当てる部位の調整、打突と同時にリングのマットを強く踏み鳴らす、自分の体の一部を叩いて音を出すといった音響効果も組み合わせる事などにより、決まった形が同じように見えても、相手に与えるダメージの度合いを掛け手側がある程度自在に制御出来るようになっているものが多い。特にアメリカンプロレスの場合はアングル、ブックの進行上「（プロレス団体経営陣、レフェリー、マネージャー、ディーヴァ、大会のゲストなど）プロレスラーではない人物」が、プロレスラーからフィニッシュ・ホールドに相当する技を喰らう事で観客を沸き立たせる演出もしばしば見られるため、威力の調整が可能な事はフィニッシュ・ホールドにとって特に重要な要素となる。こうした事情から「受け手側が大きく一回転して吹き飛ばされる」プロレス技としてラリアット、キチンシンクのように「受け手の技量が高いほど決まり方が美しく見えるプロレス技」は、アメリカンプロレスではフィニッシュ・ホールドとしてはあまり歓迎されない傾向がある。
逆に言えばプロレス技は素人など技術が未熟な者が安易に仕掛けた場合は、相手を死傷させかねない危険性がどの技にも存在しているという事でもある。最も基本的な投げ技であるボディ・スラムですらスタン・ハンセンがブルーノ・サンマルチノを長期離脱にしてしまった例のように、落とす角度によっては相手に致命傷を与えかねない危険性が存在する。比較的単純な打撃技でも当て方によっては相手に思わぬ大ダメージを与えてしまう。また、グレート・アントニオがアントニオ猪木を激怒させてしまったような結果として、相手が逆上してガチンコを誘発する等といった別の危険な結果を招く場合もある。猪木がかつてローラン・ボックに対する「受け身の取りにくい技を平然と使う」、坂口征二が前田日明に対する「プロレス道にもとる行為」という発言が特にこうした危険性の側面を物語る。このため、成長途上のプロレスラーは投げ技の仕方、打撃技の当て方を日頃から様々に修練する複雑で難易度の高いプロレス技を見栄えだけで持ち技として、安直に選択する事は避けるといった心掛けも必要となる。

## 打撃技
日本のプロレスでは通常、拳を握って相手を殴ることは反則であるが、5カウントまでは反則は取られないのでしばしば試合中に使用されている。肘を使った打撃は認められる。一方、アメリカのプロレスでは拳を使った打撃が一般的に見られるが基本的には寸止めで行われる。
打撃技には以下の3種類が存在する。
1. パンチ、チョップ、キックなど主に身体の一部を使って打撃を加える。
2. 相手を抱え上げてから膝などの自分の体の一部に叩きつけてダメージを与える。
3. 相手の体の一部を掴み、自分の体を投げ出した勢いで相手を叩きつける（捨て身技）。

### 体の一部を使っての打撃技
- 頭による代表的な打撃技
  - 頭突き（ヘッドバット）
- 手による代表的な技
  - ナックル・パート（ナックル・パンチ）
  - 逆水平チョップ
  - 袈裟切りチョップ
  - ビンタ
  - 掌打
  - 張り手
  - 地獄突き
- 前腕による代表的な技
  - ラリアット
  - アックス・ボンバー
- 肘部による代表的な技
  - エルボー・バット
  - エルボー・スタンプ
  - エルボー・スマッシュ
- 足の甲、脛による代表的な技
  - 延髄斬り
  - ジャンピング・ハイキック
  - ハイキック
  - ミドルキック
  - ローキック
  - サッカーボールキック
  - アリキック
- 足の裏による代表的な技
  - フロント・ハイキック（ビッグ・ブーツ）
  - トラース・キック（スーパーキック）
  - ローリング・ソバット
  - ストンピング
- 膝による代表的な技
  - 膝蹴り（ニー・キック）
  - ニー・リフト
  - ニー・バット
  - ニー・スタンプ
  - ニー・ドロップ
  - キチンシンク
  - シャイニング・ウィザード
- 踵による代表的な技
  - 踵落とし
  - 浴びせ蹴り
- 脹脛による代表的な技
  - シザース・キック
  - スピン・キック
  - 水面蹴り
- 爪先による代表的な技
  - トー・キック
  - ガット・ショット
- 肩による代表的な打撃技
  - ショルダー・タックル
  - スピアー
- 尻による代表的な打撃技
  - ヒップ・アタック

### 打ち付け技
一度持ち上げた相手を自身の体の一部に打ち付ける。もしくは相手の体の一部を自分の体に固定して、自身が体を地面に着くことによって衝撃を与える。
- 代表的な技
  - ココナッツ・クラッシュ
  - チン・クラッシャー
  - スタナー
  - ネックブリーカー
  - アームブリーカー
  - ニー・クラッシャー
  - アトミック・ドロップ
  - ガット・バスター
  - go 2 sleep
  - シュミット式バックブリーカー
  - ペンデュラム・バックブリーカー
  - ワンハンド・バックブリーカー
  - ダブルアーム・バックブリーカー
  - ショルダー・バスター
  - ケブラドーラ・コン・ヒーロ

### 捨て身技
倒れ込み技ともいう。後述の投げ技にも分類される。相手の体の一部を掴み、自身の体を投げ出した勢いで相手を叩きつける。
- 代表的な技
  - ブルドッギング・ヘッドロック
  - ワンハンド・ブルドッグ（フェイス・クラッシャー）
  - エース・クラッシャー
  - ダイヤモンド・カッター
  - ネックブリーカー・ドロップ
  - ランニング・ネックブリーカー・ドロップ
  - DDT
  - F5（バーディクト）

## 関節技
仕掛ける体の部位によって様々な技が存在する。
1. 肩、腕関節技
2. 脚関節技
3. 首関節技
4. 腰関節技

そしてこれらを複数合わせた複合関節技が存在する。

### 肩と腕への関節技
- 代表的な技
  - 脇固め
  - 腕ひしぎ逆十字固め
  - リストロック
  - アームロック
  - V1アームロック
  - チキンウィングアームロック
  - ストレートアームバー
  - キーロック
  - オモプラッタ
  - Vクロスアームロック
  - ハンマーロック

### 脚関節技
- 代表的な技
  - トーホールド
  - ステップオーバー・トーホールド
  - スピニング・トーホールド
  - ヒール・ホールド
  - アンクル・ホールド
  - レッグスプレット
  - アキレス腱固め
  - 膝十字固め
  - 足4の字固め
  - 監獄固め

### 首関節技
- 代表的な技
  - 羽交い締め（ネルソン・ホールド）
  - フェイスロック
  - フロント・ネックチャンスリー

### 腰関節技
- 代表的な技
  - 逆エビ固め（ボストン・クラブ）
  - 逆片エビ固め（ハーフボストン・クラブ）
  - キャメル・クラッチ
  - バックブリーカー
  - アルゼンチン・バックブリーカー
  - カナディアン・バックブリーカー
  - ハイジャック・バックブリーカー
  - ボー・アンド・アロー・バックブリーカー
  - ボウ・バックブリーカー
  - サーフボード・ストレッチ

### 複合関節技
- 代表的な技
  - チキンウィングフェイスロック
  - クリップラー・クロスフェイス
  - ステップオーバー・トーホールド・ウィズ・フェイスロック（STF）
  - テキサス・クローバー・ホールド
  - サソリ固め（スコーピオン・デスロック）
  - ロメロ・スペシャル
  - カベルナリア

## 締め技
腕や脚の力を利用して相手を締め上げてギブアップを狙う。仕掛ける体の部位によって様々な技が存在する。一見関節技と似ているが、体の特定部位を締め上げることによる血流の遮断や靭帯へのダメージを目的としている。なお、首を固めて頸動脈、気管（プロレスでは反則）を圧迫する技は絞め技と呼ばれている。

### 頭部への締め技
- 代表的な技
  - アイアンクロー
  - ヘッドロック

### 首、肩への絞め技、締め技
- 代表的な技
  - ヘッドシザース
  - 首4の字固め
  - 肩固め
  - 三角絞め
  - スリーパー・ホールド
  - フロント・ネックロック
  - コブラ・クラッチ
  - ドラゴン・スリーパー・ホールド
  - ネック・ハンギング・ツリー

### 脚、腕への締め技
- 代表的な技
  - マフラー・ホールド
  - インディアン・デスロック

### 胴への締め技
- 代表的な技
  - ボディシザース
  - ベアハッグ
  - ストマッククロー

### 複合締め技
- 代表的な技
  - リバース・インディアン・デスロック
  - コブラツイスト
  - 卍固め（オクトパス・ホールド）

## 投げ技
投げ技にはいくつかの種類があり、それぞれ投げられる時の状況で付けられる名称がある。
1. 身体を抱えて投げる（-スラム）
2. 後方から組み付いて背後へ反り投げる（-スープレックス）
3. 前方から組み付いて背後に反り投げる（-サルト、-スープレックス）
4. 持ち上げて頭頂部から落とす（-ドライバー、-バスター）
5. 持ち上げて前方向に後頭部から背中を落とす（-ボム）
6. 身体の一部を掴んで放り投げる（-ホイップ）
7. 特殊な投げ（脚を使って投げる、特殊な状況下を利用して投げる）

ただし、これらはあくまで目安であって厳密に分けられているわけではない。また、技によって固有名を与えられているものもある。

### 身体を抱えて投げる
主に相手を抱えて背中方向から投げ落とす技。
- 代表的な技
  - ボディ・スラム
  - チョーク・スラム
  - アングル・スラム

### 後方から組み付いて背後へ反り投げる
主にレスリングの後ろ反り投げ（スープレックス）から派生する技。
- 代表的な技
  - ジャーマン・スープレックス
  - ドラゴン・スープレックス
  - タイガー・スープレックス
  - バックドロップ

### 前方から組み付いて背後に反り投げる
主にレスリングの反り投げから派生する技。
- 代表的な技
  - フロント・スープレックス
  - スロイダー
  - デアポート・スロイダー
  - かんぬきスープレックス（サルト）
  - リバース・サルト
  - ウンダーグルフ
  - バーディカル・スープレックス
  - フロントネック・チャンスリー・ドロップ
  - キャプチュード
  - ダブルアーム・スープレックス
  - ブリザード・スープレックス
  - ハーフハッチ・スープレックス
  - シングルアーム・サルト
  - ダブルアームロック・サルト
  - 水車落とし（ダックアンダー・スープレックス）
  - ノーザンライト・スープレックス
  - フィッシャーマンズ・スープレックス
  - ダブルリストアーム・サルト
  - ダブルクロスアーム・サルト
  - ブロック・バスター
  - エクスプロイダー
  - ハーフリストアーム・サルト
  - サイド・スープレックス
  - 裏投げ

### 顔面から落とす
主に相手を顔面から垂直に叩きつける投げ技。
- 代表的な技
  - フェイス・バスター
  - ペディグリー

### 頭頂部から落とす
主に相手を後頭部から垂直に叩きつける投げ技。
- 代表的な技
  - パイルドライバー（ドリル・ア・ホール・パイルドライバー）
  - ツームストーン・パイルドライバー

### 後頭部から落とす
主に相手を後頭部から垂直に叩きつける投げ技。
- 代表的な技
  - ノーザンライト・ボム
  - エメラルド・フロウジョン
  - 垂直落下式ブレーン・バスター

### 後頭部から肩付近を落とす
主に相手を後頭部から肩付近を垂直に叩きつける投げ技。
- 代表的な技
  - みちのくドライバーII
  - デスバレー・ボム
  - フィッシャーマンズ・バスター

### 前方に後頭部から肩付近を落とす
スタンプ・ホールドと呼ばれる系統の投げ技。
- 代表的な技
  - パワーボム
  - サンダーファイヤー・パワーボム
  - ラストライド
  - ジャンピング・パワーボム
  - シットダウン・ジャンピング・パワーボム
  - 倒れ込み式ジャンピング・パワーボム
  - シットダウン・ラストライド
  - タイガー・ドライバー
  - みちのくドライバーII
  - ファルコン・アロー

### 後方に背面から落とす
主に相手を背面から叩きつける投げ技。
- 代表的な技
  - ブレーン・バスター

### 相手の身体の一部を掴んで放り投げる
身体の一部を腕で取って投げる技。
- 代表的な技
  - 首投げ（フライング・メイヤー）
  - アーム・ドラッグ
  - ドラゴン・スクリュー

### 特殊な投げ技
脚を使って投げたり、相手が特殊な状況下にある時を利用して投げる技。
- 代表的な技
  - リバース・スープレックス
  - ショルダー・スルー
  - フランケン・シュタイナー
  - ヘッドシザーズ・ホイップ
  - 真空投げ（実際には相手が自ら転がるもので物理的に投げるわけではない）

## 浴びせ技
自分の体重を浴びせる技。
- 代表的な技
  - レッグ・ブリーカー
  - 河津落とし
  - パワースラム
  - スパイン・バスター
  - オクラホマ・スタンピード
  - バックフリップ
  - ロック・ボトム
  - 無双
  - ゴー・フラッシャー
  - スペース・トルネード・オガワ（STO）
  - エルボー・ドロップ
  - ニー・ドロップ
  - ギロチン・ドロップ（レッグ・ドロップ）
  - フット・スタンプ
  - ヒップ・ドロップ
  - ボディ・プレス
  - セントーン
  - カーフ・ブランディング

## フォール技
ピンフォールを狙いに行く技。
- 代表的な技
  - 体固め
  - 片エビ固め
  - エビ固め
  - がぶり返し
  - 巻き込み式片エビ固め
  - 回転片エビ固め
  - スクール・ボーイ（横入り式エビ固め）
  - ローリング・クラッチ・ホールド（回転エビ固め）
  - ローリング・バック・クラッチ（回転足折り固め）
  - ジャパニーズ・レッグロール・クラッチ
  - スモール・パッケージ・ホールド（首固め）
  - ステップオーバー・アームシザース（横十字固め）
  - ジャックナイフ
  - ヨーロピアン・クラッチ
  - 逆さ押さえ込み（バックスライド）
  - グラウンド・コブラツイスト・ホールド
  - クレイドル
  - ローリング・クレイドル（回転揺り椅子固め）
  - クロス・フィックス（回転十字固め）
  - ウラカン・ラナ（高角度前方回転エビ固め）
  - ウラカン・ラナ・インベルティダ（高角度後方回転エビ固め）
  - カサドーラ
  - ソラリーナ
  - トケ・デ・エスパルダス
  - ラ・マヒストラル
  - スカイデ・スペシャル
  - トルネード・クラッチ
  - キド・クラッチ
  - サムソン・クラッチ
  - 雁之助クラッチ
  - 怨霊クラッチ
  - 外道クラッチ
  - ウイング・クラッチ・ホールド
  - ギブソン・クラッチ
  - デルフィン・クラッチ

## 飛び技
飛び技は主に以下の3種類に分けられる。
1. フライング式
2. ダイビング式
3. スワンダイブ式

### フライング式
ロープワーク、その場飛びで仕掛ける飛び技。
- 代表的な技
  - フライング・ラリアット
  - フライング・エルボー
  - ジャンピング・ニー・バット
  - フライング・ニール・キック
  - ドロップキック
  - フライング・ボディシザース・ドロップ

### ダイビング式
コーナー最上段から相手に向かって仕掛ける飛び技。場外への飛び技は主にメキシコで独自に発達したプロレスであるルチャリブレにおいて（もしくはメキシコでプロレスを学んだ選手によって）開発された技。
- 代表的な技
  - ダイビング・ヘッドバット
  - ダイビング・エルボー・ドロップ
  - ダイビング・ニー・ドロップ
  - ダイビング・ギロチン・ドロップ（ダイビング・レッグ・ドロップ）
  - ダイビング・フット・スタンプ
  - ダイビング・ヒップ・ドロップ
  - ダイビング・ボディ・プレス
  - 屈伸式ダイビング・ボディ・プレス（フロッグ・スプラッシュ）
  - 開脚屈伸式ダイビング・ボディ・プレス（マッド・スプラッシュ）
  - 450°スプラッシュ（ファイヤーバード・スプラッシュ）
  - シューティング・スター・プレス
  - サザンクロス・スプラッシュ
  - ムーンサルト・プレス
  - ダイビング・セントーン
  - ミサイルキック
- 代表的な場外への技
  - トペ・スイシーダ
  - プランチャ・スイシーダ

### スワンダイブ式
エプロンサイドからトップロープに飛び乗り、ロープの反動をつけてリング内の相手に向かって仕掛ける飛び技。白鳥が湖面から飛び立つ様に似ていることからこう呼ばれている。英語圏ではスプリングボード式と呼ばれている。
- 代表的な技
  - スワンダイブ式ミサイルキック

## 特殊な技
プロレスならではの特殊な技がある。
- 相手を掴んで回して三半規管のマヒを狙う
  - エアプレーン・スピン
  - ジャイアント・スイング
- 相手からテイクダウンを奪う
  - ドロップ・トーホールド
  - レッグダイブ
- 相手の視界を奪う
  - 毒霧
  - 火炎攻撃
- 挑発技、恥辱技
  - はずかし固め
  - フェイス・ウォッシュ
- 見せ技
  - サマーソルト・キック

## 串刺し式
コーナーに、もたれた相手に対して走りこみながら仕掛ける技。
- 代表的な技
  - 串刺し式ラリアット
  - 串刺し式エルボー・アタック
  - 串刺し式ニー・バット
  - 串刺し式ボディ・アタック
  - 顔面ウォッシュ

## 雪崩式
相手をコーナー最上段に座らせた、あるいはコーナー最上段で立った相手に対して仕掛ける技。より高角度から見舞うことから雪崩式と名付けられた。雪崩式以外のバリエーションが存在しない技、オリジナルのネーミングがある技の頭に雪崩式が付くことはない。英語圏では雪崩式のスープレックス系の技を総称してスーパープレックスと呼ばれている。また、ほとんどの技が自分も同体でリングに落下するのだが自身の両脚をロープに引っ掛けて自らは落下しないようにする派生技はスパイダー式と呼ばれている。また、自身はリングに居る状態で仕掛ける技も存在する。
- 代表的な技
  - 雪崩式スタナー
  - 雪崩式エース・クラッシャー
  - 雪崩式ダイヤモンド・カッター
  - 雪崩式DDT
  - 雪崩式ジャーマン・スープレックス
  - 雪崩式バックドロップ
  - 雪崩式フロント・スープレックス
  - 雪崩式ダブルアーム・スープレックス
  - 雪崩式エクスプロイダー
  - 雪崩式ブレーン・バスター
  - 雪崩式フランケン・シュタイナー

## 断崖式
コーナー最上段、エプロンサイド、花道にいる相手を場外に落とす技。コーナー最上段から落とすタイプを断崖式、エプロンサイド、花道から落とすタイプを奈落式と区別することもある。
- 代表的な技
  - 断崖式ドラゴン・スクリュー

## ツープラトン式
主にタッグマッチで2人がかりで仕掛ける合体技のことである。
- 代表的な技
  - ダブル・インパクト
  - ハイジャック・パイルドライバー
  - ツープラトン・パワーボム

## 試合技術

### ロープワーク
リングの四方に張られたロープに向かって走り、背中からロープに当たり、そのバウンドを利用して走ることである。試合前にロープ間を数往復するパフォーマンスを行う選手もいる（ウォーミングアップも兼ねている）。プロレスにおける基本技術の1つでプロレス団体入団後に何度もトレーニングをさせられる技術。ロープの内部は鋼鉄製であるため、体を鍛えていない者が行うと、皮膚が裂けたり骨折するなど危険である。

### 受身
投げられたり押し倒されたりしてマットへ倒れたときにダメージを軽減したり、頭部などの体の一部を守るための技術。プロレスにおいては技の見映えをよくするための技術も要求される。ロープワーク同様、プロレス団体入団後に何度もトレーニングを行い習得させられるプロレスに必須の基本技術。

### ピンフォール
相手の両肩をマットへ押しつけた状態でレフェリーが3カウントを数えることである。それを目的に相手の両肩をマットへ押しつける行為。プロレスの決着方法の代表的なものである。